# نسل‌کشی یونانیان
در طی جنگ جهانی اول و پیامدهای آن (۱۹۲۳–۱۹۱۴) که منجر به فروپاشی امپراتوری عثمانی گردید، دولت‌مردان عثمانی دست به کشتار همه‌جانبهٔ جمعیت یونانی باقی‌مانده در امپراتوری عثمانی (که در آن زمان بیشتر در شمال آناتولی ساکن بودند) زدند. این عملیات شامل کشتار مردم عادی و تبعیدهای اجباری زنان و بچه‌ها نیز بود که در خلال این تبعیدها به دلیل نبود آذوقه و دشواری راه جان می‌باختند. بنابر منابع متعدد صدها هزار یونانی مستقر در عثمانی در خلال این نسل‌کشی جان باختند و تنها شمار کمی از نجات‌یافتگان (به‌ویژه آن‌هایی که در مناطق شرقی آناتولی مستقر بودند) به کشورهای همسایه، یعنی سوریه و به ویژه ایران و روسیه پناهنده شدند. با این حال پس از پایان جنگ‌های یونان و ترکیه (۱۹۲۲-۱۹۱۹) بیشتر بازماندگان نسل‌کشی در خلال قراردادهای میان دو کشور در سال ۱۹۲۳ از زمین‌های خود رانده شده و به یونان فرستاده شدند. همچنین، بسیاری از یونانیان پناهنده شده به ایران، به دلیل مشکلات اقتصادی کشورِ یونان و شرایط مناسبِ کشورِ ایران، در ایران ماندند.
دولت کنونی ترکیه به عنوان وارث امپراتوری عثمانی، مدعی است که دلیل انجام این اعمال از سوی دولت عثمانی چیزی جز دفاع از خود نبوده‌است. دولت‌مردان ترکیه همچنین ادعا می‌کنند «از آن‌جایی که دولت عثمانی احساس کرده بود یونانی‌ها با کشورهای دشمن آن‌ها، از جمله روسیه همکاری می‌کنند با این کشتارها به دفاع از خود برخاسته‌است. بدین خاطر این کار نباید نسل‌کشی خوانده شود.» این در حالیست که کشورهای عضو متفقین در جنگ جهانی اول دیدگاه متفاوتی دارند. از دید آن‌ها کشتار و قتل‌عام یونانیان مستقر در عثمانی توسط دولت این کشور باید به عنوان جنایت علیه بشریت قلمداد شود.

## پیشینه

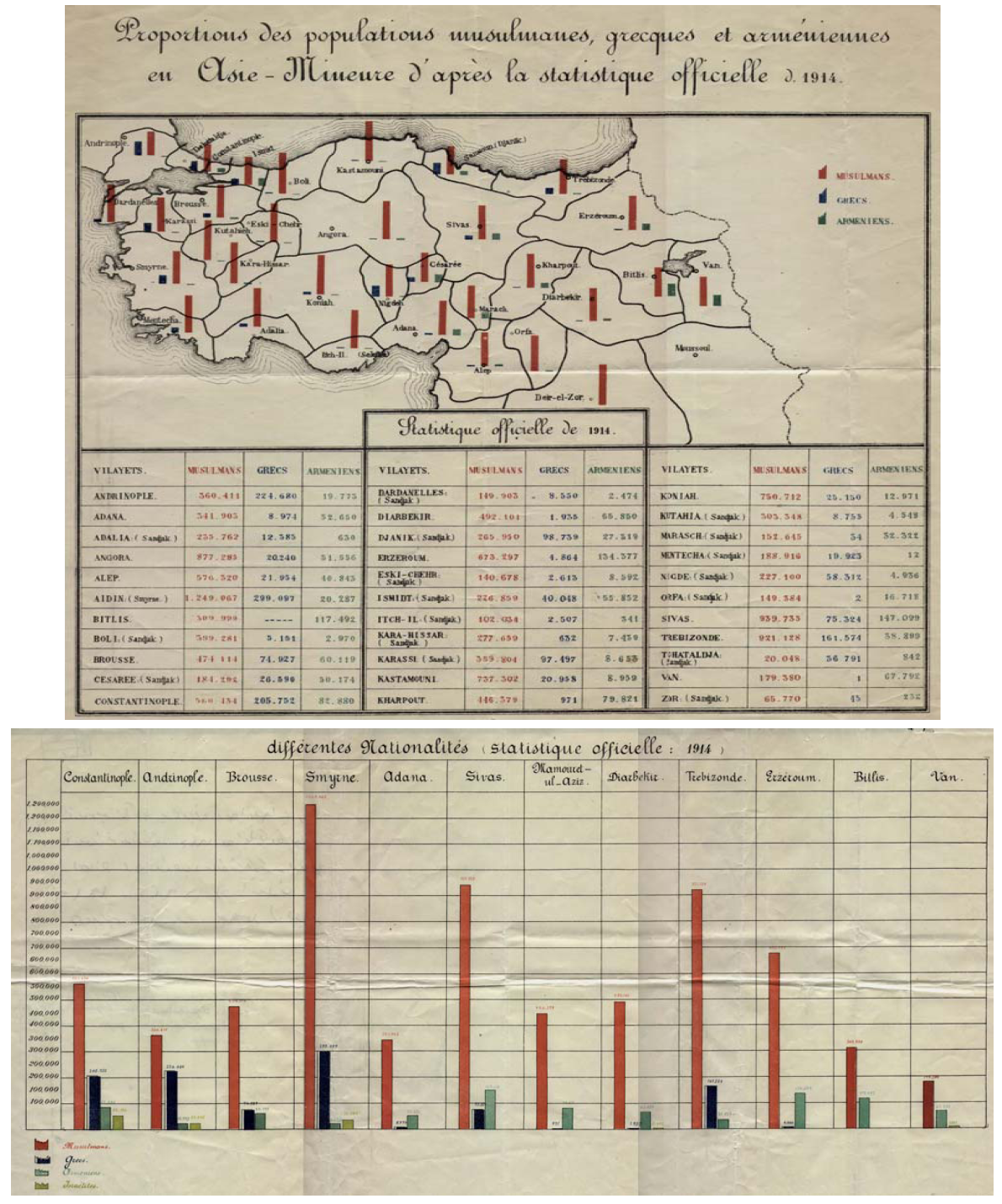
نتایج آمار دولت عثمانی در سال ۱۹۱۴ جمعیت یونانیان در آناتولی را در حدود ۱٫۸ میلیون نفر اعلام کرده‌است.

آناتولی یا همان آسیای کوچک، شبه جزیره ای است که در منتهی‌الیه غرب جنوب غربی آسیا واقع شده‌است که امروزه شامل قسمت اعظم کشور کنونی ترکیه می‌شود. این شبه جزیره از شمال به دریای سیاه، از شرق به قفقاز و فلات ایران، از جنوب شرقی به شمال میان‌رودان، از جنوب به دریای مدیترانه، از غرب به دریای اژه و از شمال غربی به شبه جزیره بالکان ختم می‌شود. در زمان وقوع جنگ جهانی اول منطقه آناتولی از نظر بافت جمعیتی نژادهای گوناگونی را در برمی گرفت که شامل ترک، کرد، ارمنی، یونانی، آشوری و یهودی می‌شد.
در میان دلایلی که برای قتل‌عام بافت جمعیتی یونانیان مستقر در آناتولی توسط دولت عثمانی ذکر شده، یکی می‌توان به واهمهٔ دولت از احتمال کمک‌رسانی این جمعیت به دشمنان عثمانی (به خصوص روسیه) اشاره کرد و دیگری باوری بود که در میان تعدادی از سردمداران ترک ایجاد شده بود مبنی بر اینکه ایجاد کشوری جدید و مدرن برای ترک‌ها در گرو ایجاد کشوری با یک نژاد واحد (که همان ترکها می‌باشند) است و این کار با تصفیه نژادی که همان پاکسازی منطقه آناتولی از اقلیت‌های دینی و نژادی (به خصوص یونانیان، آشوریان و ارمنی‌ها) صورت می‌پذیرد.
بر اساس گزارش یک افسر آلمان، وزیر جنگ عثمانی اسماعیل انور پاشا در ماه اکتبر سال ۱۹۱۵ رسماً اعلام کرد که قصد دارد «مشکل وجود یونانیان را در خلال جنگ حل کند … به همان روشی که باور داشت مشکل وجود ارمنی‌ها را در گذشته حل کرده‌است.»

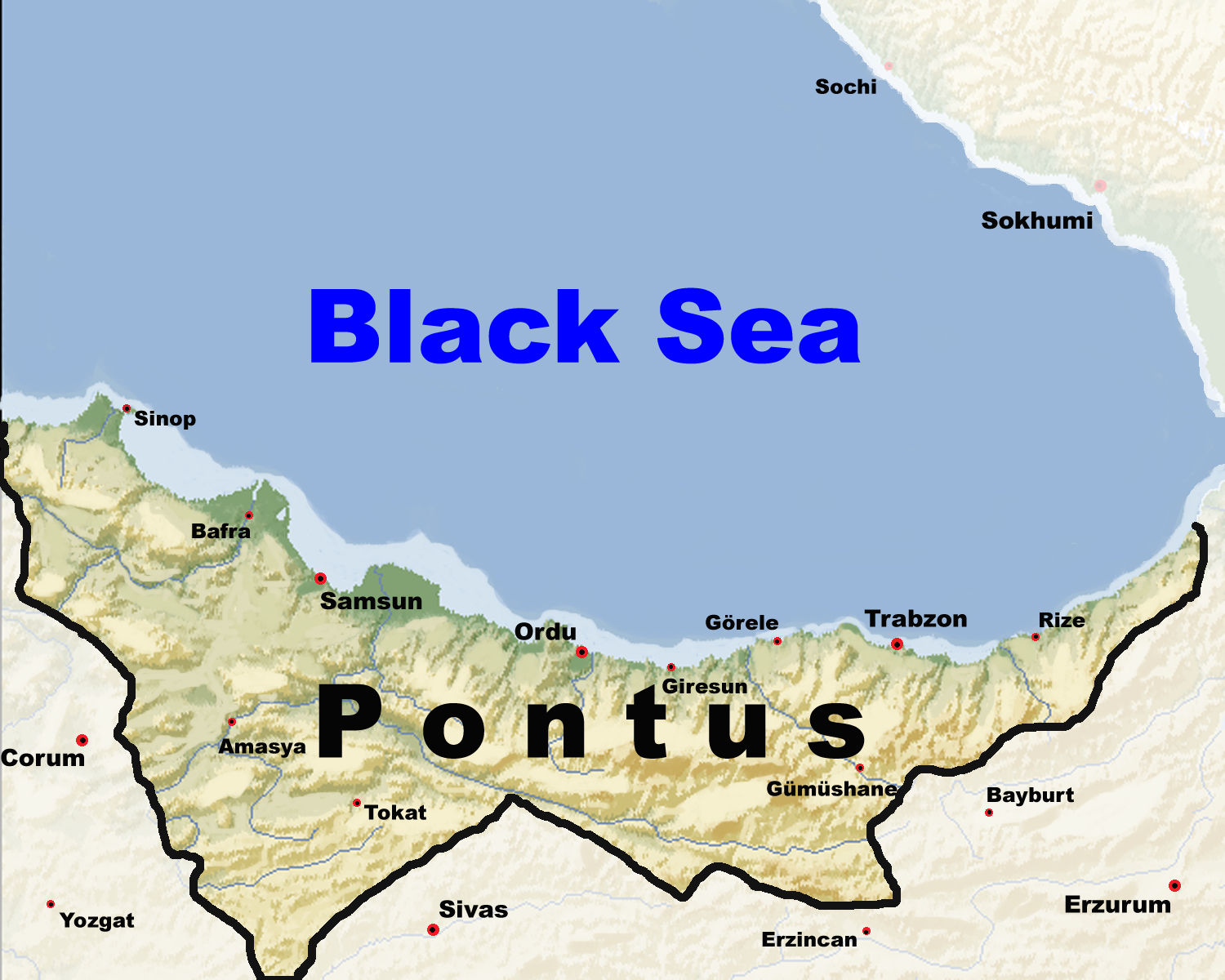
منطقهٔ تاریخی پونتوس که از زمان پیش از میلاد مسیح و تا قبل از فاجعهٔ نسل‌کشی، سکونت‌گاه بیشتر مردم یونانی مقیم آناتولی بوده‌است.

## رویدادها

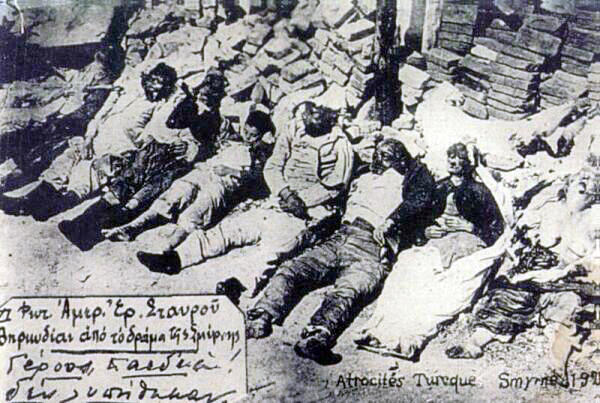
اجساد سوختهٔ قربانیان یونانی پس از واقعهٔ کشتار ازمیر. عکس گرفته شده توسط گروه صلیب سرخ (سال ۱۹۲۲ میلادی).

در تابستان سال ۱۹۱۴ تشکیلات مخفی عثمانی متشکل از سردمداران دولت و افسران ارتش، دستور داد که تمام پسران جوان یونانی که تازه به سن سربازی رسیده بودند را از تراس و مناطق غربی آناتولی به عنوان کارگر به اردوگاه‌های کار اجباری منتقل کنند. مکان‌هایی که صدها هزار جوان یونانی جانشان را در آنجا از دست دادند. ارتش عثمانی در یک برنامه از پیش تعیین شده این جوانان را صدها مایل به مناطق داخلی آناتولی کشاند و آن‌ها را به اجبار به کارهایی همچون راهسازی، ساختمان‌سازی، حفر تونل و دیگر کارهای سنگین و دشوار می‌گماشت، ولی تعداد آن‌ها با گذشت زمان به شدت کاهش یافت که از دلایل آن می‌توان به سختی و دشواری کار، بیماری و از همه مهم‌تر رفتار خشن و مستبدانه مراقبان و افسران ترک اشاره کرد که گاه منجر به کشته شدن کارگران می‌گردید. این برنامهٔ کار اجباری بعدها به دیگر مناطق یونانی‌نشین آناتولی از جمله پونتوس (شمال آناتولی) نیز راه یافت.
اردوگاه‌های کار اجباری با تبعید باقی مردم یونانی از خانه‌هایشان به مناطق دوردست تکمیل می‌شد، به گونه‌ای که در خلال این پیاده‌روی‌های اجباری بسیاری به دلیل نبود آذوقه و خستگی در میان راه جان می‌باختند. همچنین در این بین برخی شهرها و روستاهای یونانی‌نشین توسط ترک‌ها محاصره شده و اهالی آن‌ها را قتل‌عام می‌کردند. به عنوان مثال می‌توان به قتل‌عام شهر فوکایا اشاره کرد. این شهر که در غرب آناتولی و ۲۵ مایلی شمال غربی ازمیر واقع شده‌است در ۱۲ جون ۱۹۱۴ مورد حمله ترکان عثمانی قرار گرفت به گونه‌ای که تمام ساکنان شهر اعم از مرد و زن و حتی بچه‌ها قتل‌عام شده و سپس اجساد آن‌ها را از بالای دیوار شهر به پایین پرتاب کرده بودند.
در ژوئیه سال ۱۹۱۴ کاردار کشور یونان شرح داد که «تبعیدهای اجباری هیچ پیامد دیگری به غیر از اعلان یک جنگ نابودکننده علیه مردم یونانی مستقر در دولت عثمانی ندارد، از سوی دیگر بازماندگان نسل‌کشی توسط ترکان عثمانی مجبور می‌شوند تا دین اسلام را بپذیرند. این کار آن‌ها هدف مشخصی را دربردارد و آن اینست که، اگر پس از پایان جنگ جهانی هریک از کشورهای اروپایی پیروز در جنگ بخواهند در حمایت از اقلیت‌های مسیحی دخالتی در امور ترکیه صورت دهند، تعداد مسیحیان را تا حد ممکن کاهش داده باشند تا دیگر دخالت اروپاییان تأثیرگذاری خود را از دست بدهد.»

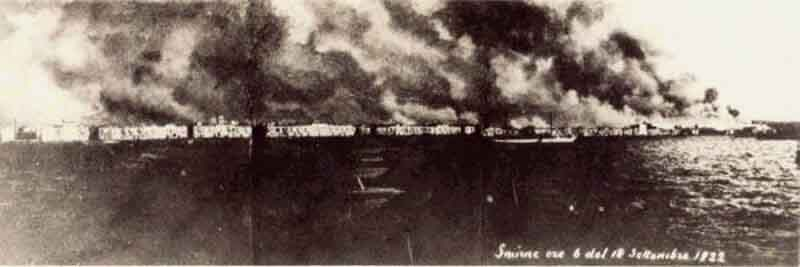
تصویری از آتش‌سوزی ازمیر در خلال کشتار یونانیان این شهر. (سال ۱۹۲۲ میلادی)

بر طبق گفته‌های جورج رندل از دفتر امور خارجه بریتانیا در سال ۱۹۱۸ «... بیش از ۵۰۰٫۰۰۰ یونانی به اجبار از محل زندگی خود تبعید شدند که در مقایسه با این تعداد، افراد بسیار کمی در خلال تبعید نجات یافتند.»
هنری مورگنتائو سفیر ایالات متحده در عثمانی (۱۹۱۳–۱۹۱۶) در خاطرات خود می‌نویسد «در همه‌جا یونانیان را در گروه‌های متعدد جمع کرده بودند و به بهانهٔ محافظت از ایشان توسط ژاندارم‌ها و پاسبان‌های ترک، آن‌ها را به مناطق داخلی آناتولی منتقل می‌کردند، این در حالی بود که قسمت اعظم آن‌ها با پای پیاده مسافت را می‌پیمودند. اینکه چه تعداد انسان در این نمایش مرگبار جان باختند دقیقاً معلوم نیست، اما تعداد آن‌ها چیزی در حدود ۲۰۰٫۰۰۰ تا ۱٫۰۰۰٫۰۰۰ نفر تخمین زده می‌شود.»
در ۱۴ ژانویه سال ۱۹۱۷ کوسوا آنکارسوارد سفیر سوئد در استانبول در گزارش خود در مورد تبعید اجباری یونانیان مقیم آناتولی توسط ترکان عثمانی می‌نویسد:
چیزی که بیش از همه به عنوان یک بیرحمی غیرضروری جلب نظر می‌کرد، این بود که تبعیدهای اجباری فقط مختص به مردان نمی‌شد؛ بلکه زنان و کودکان را نیز در بر می‌گرفت. این کار قطعاً بدین دلیل انجام می‌پذیرفت که ترکان ساده‌تر بتوانند اموال تبعیدشدگان را به نفع خود مصادره کنند.
روش‌های مورد استفاده توسط ترکان عثمانی در نسل‌کشی یونانیان و ارمنی‌ها که منجر به مرگ غیرمستقیم قربانیان می‌شدند -که از آن جمله می‌توان به تبعیدهای اجباری قربانیان که بدون آذوقه و در مسافت‌های طولانی انجام می‌گرفت و نیز گرسنگی دادن به قربانیان در اردوگاه‌های کار اجباری اشاره کرد- امروزه با عنوان کشتار سفید شناخته می‌شوند.

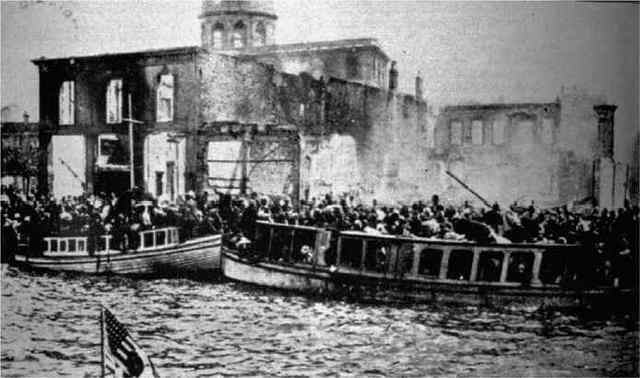
شهروندان یونانی برای نجات از کشتار ازمیر در حال تلاش برای رسیدن به کشتی‌های نیروهای متفقین هستند (سال ۱۹۲۲). این عکس از یک ناو جنگی ایالات متحده گرفته شده‌است.

در اکتبر سال ۱۹۲۰ یک افسر بریتانیایی در گزارش خود نتایج قتل‌عام شهر ایزنیک در شمال غربی آناتولی توسط ترکان را بدین‌گونه شرح داده‌است «او تخمین می‌زد که حداقل ۱۰۰ جسد مثله‌شده مرد، زن و بچه در داخل یا اطراف گودال بزرگی به عمق ۳۰۰ یارد (۹۰۰ فوت) که در بیرون از دیوارهای شهر کنده شده بود، وجود داشت.»
کشتار و تبعیدهای اجباری سامانمند و از پیش تعیین شدهٔ یونانیان مستقر در آناتولی توسط ترکان عثمانی (برنامه‌ای که در سال ۱۹۱۴ بدان جامهٔ عمل پوشانده شد) سبب ایجاد بستر اولیه برای جنایات مرتکب‌شده توسط هر دو ارتش ترکیه و یونان در خلال جنگ‌های یونان و ترکیه (۱۹۲۲-۱۹۱۹) شد. رشته جنگ‌هایی که با تصرف شهر ازمیر توسط نیروهای یونانی در مه سال ۱۹۱۹ آغاز گشت و تا آتش‌سوزی بزرگ ازمیر در سپتامبر ۱۹۲۲ ادامه یافت. در این بین تعداد اندکی از مردم ترک نیز درخلال تسلط نیروهای یونانی بر قسمت‌های غربی آناتولی (از مه ۱۹۱۹ تا سپتامبر ۱۹۲۲) مورد کشتار قرار گرفتند. همچنین جمهوری‌خواهان ترک نیز به فرماندهی آتاترک در خلال جنگ چه قبل و چه پس از بازپس‌گیری شهر ازمیر (درسال۱۹۲۲) دست به کشتار گسترده مسیحیان به خصوص یونانیان و ارمنی‌ها مستقر در آناتولی زدند.
تاریخدان بریتانیایی آرنولد جوزف توینبی در رابطه با کشتارهای روی‌داده در خلال این جنگ‌ها به دفاع از مردمان یونانی این‌گونه می‌نویسد: «این سرزمین‌های یونانی بودند که جنبش ملی ترکیه به رهبری مصطفی کمال را به وجود آوردند.»

### کمک‌رسانی به یونانیان
در سال ۱۹۱۷ تشکیلاتی با عنوان انجمن کمک‌رسانی به یونانیان مستقر در آسیای کوچک برای کمک‌رسانی به قربانیان نسل‌کشی به منظور کاهش میزان تلفات انسانی ناشی از کشتارها و تبعیدهای اجباری یونانیان مستقر در عثمانی ایجاد گردید. این کمیته در زمینهٔ رساندن غذا و کمک‌های اولیه به یونانیان مستقر در امپراتوری عثمانی که عمدتاً در آسیای صغیر و تراس ساکن بودند فعالیت می‌کرد. این تشکیلات در تابستان سال ۱۹۲۱ منحل گردید اما تلاش برای کمک‌رسانی به یونانیان توسط سازمان‌های دیگر ادامه یافت.

### مدارک و گزارش‌های مستند

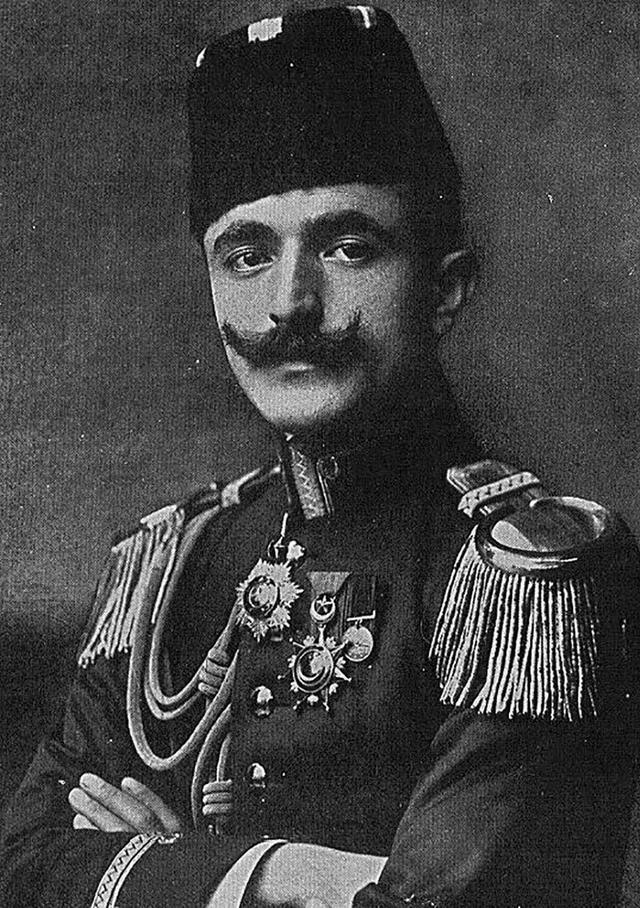
اسماعیل انور پاشا ، وزیر جنگ عثمانی در جنگ جهانی اول، یکی از مهره‌های کلیدی در نسل‌کشی یونانیان و ارمنی‌ها قلمداد می‌شود.

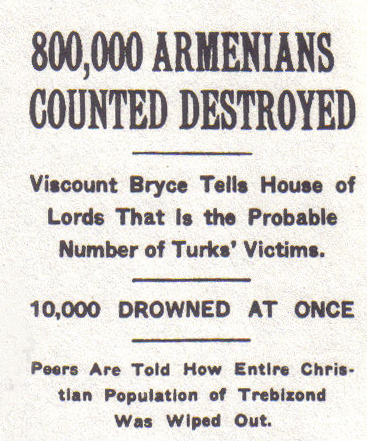
تیتر روزنامه نیویورک تایمز مربوط به سال ۱۹۱۵ میلادی. در پایین صفحه بیان شده‌است که همه جمعیت مسیحی (یونانی) ترابوزان کشته شده‌اند.

گزارش‌های دیپلمات‌های آلمانی و اتریشی-مجارستانی، همچنین یادداشت‌های تألیف شده توسط جورج رندل از دفتر امور خارجه بریتانیا با عنوان «کشتار و شکنجه‌های یونانیان توسط ترکان» مدارک قابل قبول و مهمی را در رابطه با سری کشتارهای سامانمند و از پیش برنامه‌ریزی شدهٔ یونانیان در آسیای کوچک ارائه می‌دهند. گزارش‌های موجود در این مورد به دیپلمات‌های متعددی نسبت داده می‌شود، که از مهم‌ترین آن‌ها می‌شود به گزارش‌های سفیران آلمانی به نام‌های هانس فریهر ون وانگنهیم و ریچارد ون کوهلمن اشاره کرد. همچنین می‌توان خاطرات اشخاصی چون ژوهانس لپسیوس، کشیش آلمانی و نیز استنلی هاپکینز از انجمن کمک‌رسانی به یونانیان را در زمرهٔ این گزارش‌ها برشمرد. این مسئله نیز بایستی قید شود که کشورهای آلمان و اتریش-مجارستان از متحدان امپراتوری عثمانی در جنگ جهانی اول به‌شمار می‌آمدند.
گزارش‌های یادشده به تشریح کشتارهای از پیش برنامه‌ریزی شده، تجاوز به زن‌ها و بچه‌ها و سوزاندن روستاها و شهرها می‌پردازند. همچنین در این یادداشت‌ها نام عوامل اصلی نسل‌کشی نیز به دفعات ذکر شده‌است که از مهم‌ترین آن‌ها می‌توان به: «محمود شوکت پاشا» (نخست‌وزیر وقت عثمانی)، «رآفت بی»، «طلعت پاشا» و «انور پاشا» اشاره کرد.
علاوه بر این، روزنامه نیویورک تایمز از طریق خبرنگارانش در رابطه با کشتارهای دسته‌جمعی، تبعیدهای اجباری، قتل‌های شخصی، تجاوزات، سوزاندن روستاهای یونانی‌نشین، تخریب کلیساها و صومعههای یونانیان ارتودوکس، اردوگاه‌های کار اجباری، غارت، تروریسم و دیگر قساوت‌های اعمال‌شده در برابر جمعیت یونانی و نیز ارمنی‌ها مستقر در محدوده خاک عثمانی، منابع گسترده‌ای را ارائه کرد. این کار سبب شد تا روزنامه نیویورک تایمز در سال ۱۹۱۸ برای نخستین بار «به خاطر پخش این گزارش‌ها و نیز ارائه بیطرفانه‌ترین و شایسته‌ترین مستنداتی که می‌توان از سوی یک روزنامه آمریکایی به عنوان یک وسیله ارتباط جمعی این‌گونه کامل و دقیق ارائه شود» جایزه پولیتزر را دریافت کند. اکثر رسانه‌های آن زمان وقایع روی داده شده در منطقه آناتولی را با عناوین و مستندات مشابهی شرح دادند.
هنری مورگنتائو، سفیر ایالات متحده آمریکا در امپراتوری عثمانی از سال ۱۹۱۳ تا ۱۹۱۶، دولت ترکان عثمانی را به رشته عملیات‌هایی چون «ترورهای بیرحمانه، شکنجه‌های ظالمانه، کشاندن زنان جوان به حرمسراهای شخصی، تجاوز به دختران بی‌گناه، به فروش رساندن بسیاری از آن‌ها در ازای ۸۰ سنت برای هرکدام، به قتل رساندن صدها هزار نفر و تبعید کردن صدها هزار نفر دیگر به صحراها برای گرسنگی کشیدن تا سر حد مرگ، و به آتش کشیدن صدها دهکده و شهر یونانی و ارمنی‌نشین» متهم می‌کند و این‌که تمام این مسائل تنها بخشی از کشتار آگاهانهٔ این مردم توسط ترکان بود و بر اساس یک برنامهٔ از پیش تعیین‌شده برای نابود کردن جمعیت ارمنی، یونانی و مسیحیان سوریه‌ای مستقر در ترکیه صورت گرفت.

## میزان تلفات انسانی

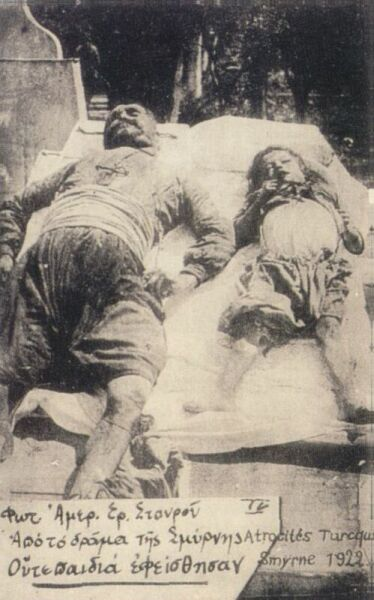
جسد کودک قربانی در کنار بزرگسالان. این عکس نشان‌دهندهٔ وسعت فاجعه‌است که در آن حتی به کودکان خردسال نیز رحم نمی‌شد. (سال ۱۹۲۲)

در مورد تلفات انسانی، منابع متعدد از مرگ ۳۰۰٫۰۰۰ تا ۳۶۰٫۰۰۰ یونانی تنها در منطقهٔ پونتوس خبر می‌دهند. اما نتایج آمار یونانیان کشته‌شده در تمام منطقه آناتولی حاکی از بیشتر بودن تعداد کل قربانیان نسبت به این تعداد است.
بر اساس گزارش‌های اتحاد بین‌المللی حقوق و آزادی مردم، در خلال سال‌های ۱۹۱۶ تا ۱۹۲۳ بیش از ۳۵۰٫۰۰۰ یونانی در منطقهٔ پونتوس در نتیجهٔ قتل‌عام، شکنجه و تبعیدهای اجباری کشته شدند. مریل پترسون، پروفسور تاریخ دانشگاه ویرجینیا، بر طبق اسناد معتبر تعداد کل یونانیان کشته شده در منطقهٔ پونتوس را ۳۶۰٫۰۰۰ نفر ذکر می‌کند. بر طبق گفتهٔ جورج والاوانیس «تعداد کشته‌شدگان یونانی در منطقهٔ پونتوس از زمان آغاز جنگ جهانی اول تا ماه مارچ سال ۱۹۲۴ میلادی ۳۵۰٫۰۰۰ نفر تخمین زده می‌شود که در نتیجهٔ قتل‌ها، دار زدن‌ها، بیماری و دیگر سختگیری‌های اعمال شده توسط ترکان صورت گرفته‌است.»
کنستانتین هاتزیدیمیتریو می‌نویسد که «تعداد کل کشته‌شدگان یونانی مستقر در آناتولی در طول جنگ جهانی اول و پیامدهای بعدی آن ۷۳۵٫۳۷۰ نفر است.» ادوارد هال بیرستادت در مورد تعداد قربانیان تأکید می‌کند که «بر اساس مدارک رسمی به‌جامانده، ترک‌ها از سال ۱۹۱۴ میلادی ۱٫۵۰۰٫۰۰۰ ارمنی و ۵۰۰٫۰۰۰ یونانی که شامل مردان، زنان و حتی کودکان بودند را با خونسردی تمام به طرز فجیعی سلاخی کردند.» گزارش شده‌است که در کنفرانس لوزان (در اواخر سال ۱۹۲۲ میلادی) وزیر امور خارجه بریتانیا لرد کرزن در خلال بیاناتش اظهار کرده‌است که «یک میلیون یونانی در آناتولی کشته شده، تبعید گشته یا در اثر گرسنگی جان باخته‌اند.» همانند تمام نسل‌کشی‌ها هیچ توافق نظری مبنی بر اینکه دقیقاً چه تعداد یونانی در نتیجهٔ برنامه نسل‌کشی ترکان عثمانی کشته شده‌اند وجود ندارد اما به‌طور جامع پذیرفته شده‌است که نزدیک به یک میلیون یونانی در خلال سال‌های ۱۹۱۴ تا ۱۹۲۳ در نتیجهٔ قتل‌عام‌ها و تبعیدهای اجباری جان خود را از دست داده‌اند. تحقیقات آماری اخیر نیز نشان می‌دهد که تعداد کل قربانیان بین ۷۳۰٫۰۰۰ تا۱٫۷۰۰٫۰۰۰ نفر بوده‌است.

## ورود یونانیان به ایران
تعداد یونانیان پناهنده به ایران مشخص نیست، اما بر اساس منابع یونانی، تعداد آنها حدود صدها هزار نفر اعلام شده‌اند. با وقوع نسل‌کشی و آزار و اذیت یونانیان توسط ترکان جوان، برخی از یونانیان توانستند در همان زمان وارد ایران شده و پناهنده شوند. موج جدید ورود یونانیان به ایران در دهه ۱۹۳۰ شکل گرفت؛ افرادی که به شوروی پناهنده شده بودند، اما پس از به روی کار آمدن استالین، دوباره مورد آزار و اذیت، این بار در حوزه اتحادیه جماهیر شوروی قرار گرفتند. این گروه از یونانیان، از سمت قفقاز وارد ایران شدند. آنها بیشتر به استان‌های مازندران، گیلان، تهران، کرمانشاه، بروجرد، اصفهان تا سواحل خلیج فارس رفتند. در ایران، از آنجا که برخی از یونانیان دارای تجارب مناسب کشاورزی و اقتصادی بودند، توانستند جذب صنایع کشاورزی و اقتصاد ایران شوند. اگرچه بر اساس معاهدهٔ ۱۹۲۳ لوزان، یونانیان پناهنده در کشورهای مختلف توانستند گذرنامه یونانی بگیرند، اما به دلیل مشکلات اقتصادی فراوان، دولت یونان توانایی پذیرش همگی آنها را نداشت. از این رو، بسیاری از یونانیان مجبور شدند که در کشورهای مختلف به زندگی ادامه دهند. در این میان، ایران یگانه کشوری بود که برای یونانیان پناهنده فرصت‌های مناسب کاری و یک زندگی سالم را فراهم آورد. این امر موجب به تداوم حضور آنها در ایران شد. یونانیان توانستند در ایران برای سنت‌های خودشان، مدارس یونانی، نهادهای یونانی و کلیساهای ارتدکس یونانی بنا کنند. حضور پرشمار یونانیان در ایران تا انقلاب اسلامی تداوم پیدا کرد و پس از آن بسیاری از آنها ایران را ترک کردند.

## پیامدها
در بند ۱۴۲ پیمان سور، که در سال ۱۹۲۰ و پس از جنگ جهانی اول آماده گردیده بود، رژیم ترکیه «تروریست» خوانده شده بود. همچنین این پیمان شامل فصلی بود با عنوان «تلاش برای جبران اشتباهاتی که ترکیه به وسیلهٔ کشتارها در طول جنگ بر ضد مردم بی گناه مسیحی مرتکب شده‌است.» پیمان سور هیچگاه توسط دولت ترکیه به امضاء نرسید بلکه در نهایت با پیمان لوزان جایگزین گردید. این پیمان جدید که با عنوان «اعلام عفو عمومی» همراه شده بود، شامل هیچ بند یا فصلی به منظور تنبیه عاملان جنایات جنگی در طول نسل‌کشی یونانیان و ارمنی‌ها در احترام به قربانیان این فجایع نبود.
در سال ۱۹۲۳، مسئلهٔ مبادلهٔ جمعیت میان دو کشور یونان و ترکیه مطرح گردید که این کار در نتیجهٔ نسل‌کشی ناتمام یونانی‌تبارهای حاضر در ترکیه و نیز کشتار مشابه ترک‌تبارهای حاضر در مناطق یونانی صورت گرفت. بر اساس سرشماری دولت یونان، در سال ۱۹۲۸ میلادی ۱٫۱۰۴٫۲۱۶ یونانی‌تبار در خلال این مبادلهٔ جمعیت از کشور ترکیه خارج و به مناطق امروزی یونان رسیدند. در کل دانستن این مطلب که دقیقاً چه تعداد یونانی مستقر در آناتولی در طول نسل‌کشی سال‌های ۱۹۱۴ تا ۱۹۲۳ جان خود را از دست دادند، یا این‌که چه تعداد از یونانی‌تباران آناتولی به یونان تبعید شده یا در خلال نسل‌کشی به شوروی فرار کردند، ناممکن است. اما در کل می‌توان گفت که نزدیک به یک میلیون یونانی در نتیجهٔ سیاست‌های دولتمردان ترک، جان خود را از دست دادند.

## به رسمیت‌شناسی نسل‌کشی

### از دیدگاه واژه
واژهٔ نسل‌کشی برای نخستین بار در اوایل سال ۱۹۴۰ توسط رافائل لمکین، وکیل لهستانی یهودی‌تبار، مطرح شد. همچنین لمکین در خلال نوشته‌هایش در مورد نسل‌کشی سرنوشت یونانی‌های مقیم ترکیه را نیز جزو این‌گونه اعمال گنجانده بود. در آگوست سال ۱۹۴۶ روزنامهٔ نیویورک تایمز در خبرهایش نوشت:
نسل‌کشی نه واقعهٔ جدیدی است و نه در گذشته به‌طور کامل نادیده گرفته شده‌است. … کشتار جمعیت یونانی و ارمنی توسط ترک‌ها واقعه‌ای است که ترجیحاً به خاطر مسائل سیاسی بی هیچ مجازاتی رها شد. اگر پروفسور لمکین این‌گونه با این مسئله برخورد کند در آینده‌ای نه چندان دور واژهٔ نسل‌کشی به عنوان یک جرم بین‌المللی شناخته خواهد شد…
انجمن جلوگیری و مجازات جنایات نسل‌کشی در دسامبر ۱۹۴۸ توسط مجمع عمومی سازمان ملل متحد مورد پذیرش قرار گرفت و سرانجام در ژانویه ۱۹۵۱ بر سر قدرت آمد. در این انجمن واژهٔ نسل‌کشی در تمام ابعاد شرعی و حقوقی خود تعریف شده‌است. این در حالیست که برخی تعاریف دیگر نیز از نسل‌کشی وجود دارد که توسط تاریخ‌دانان و محققان دیگر مطرح شده‌است و گاهی اوقات در موارد تحقیقاتی و آکادمیک به عنوان تعاریف مناسب‌تری برای نسل‌کشی مطرح می‌شوند.
قبل از این‌که در سال ۱۹۴۰ واژهٔ نسل‌کشی به‌طور رسمی مطرح گردد، کشتار یونانیان مستقر در عثمانی توسط خود یونانیان با عناوین «کشتار»(یونانی:η Σφαγή)، «فاجعه بزرگ»(یونانی:η Μεγάλη Καταστροφή) و «تراژدی بزرگ»(یونانی:η Μεγάλη Τραγωδία) مطرح می‌شد. اما منابع اصلی، برای این فاجعه از عناوین فی البداهه‌ای چون «نابودی»، «براندازی از پیش برنامه‌ریزی شده»، «رشته کشتارهای مداوم» و «کشتار دسته‌جمعی» استفاده می‌کردند.

### از دیدگاه محققان
در دسامبر سال ۲۰۰۷ انجمن بین‌المللی محققان نسل‌کشی به عنوان اولین و خبره‌ترین سازمان در مورد مسائل نسل‌کشی مصوبه‌ای را به تصویب رساند که بر طبق آن کشتار یونانیان مقیم عثمانی به وسیلهٔ ترکان در طول سال‌های ۱۹۱۴ تا ۱۹۲۳ رسماً «نسل‌کشی» خوانده شد. استفاده از واژهٔ «نسل‌کشی یونانیان» این موضوع را به اثبات می‌رساند که یونانی‌های مقیم عثمانی نیز به همراه دیگر گروه‌های مسیحی منطقه از جمله ارمنی‌ها و آشوریان از اهداف پاکسازی‌های نژادی ترکان عثمانی بوده‌اند. این نتیجه در روز ۱ دسامبر ۲۰۰۷ به تصویب رسید و در نهایت در روز ۱۶ دسامبر گزارش رسمی آن توسط انجمن (IAGS) برای عموم مردم پخش گردید. مصوبهٔ سازمان (IAGS) با رأی موافق اکثریت اعضای انجمن به تصویب رسید. با این حال تعداد اندکی از اعضای انجمن معتقد بودند که اعلام رسمی چنین نتیجه‌ای هنوز نیازمند تحقیقات تخصصی بیشتری است. آن‌ها همچنین در این‌باره نام محققانی را برشمردند که در زمینهٔ نسل‌کشی ارمنی‌ها نیز آثار متعددی به چاپ رسانده‌اند. از آن جمله می‌توان به تانر آکام، پیتر بالاکیان، استفان فینشتاین، اریک ویتز و رابرت ملسون اشاره کرد.
مارک لوین، یکی از اعضای انجمن، در مورد عدم استفاده از واژهٔ نسل‌کشی توسط تاریخ‌دانان و شاهدان واقعه، این‌گونه برداشت می‌کند که آن‌ها به‌طور حتم با این کار می‌خواسته‌اند از مقایسه این رخداد با رخداد بزرگتری چون نسل‌کشی ارمنی‌ها جلوگیری کنند. همچنین تاریخ‌دان دیگری به نام مارک مازور تأکید می‌کند که تبعید اجباری یونانیان در مقایسه با ارمنی‌ها در مقیاس بسیار کوچکتری صورت پذیرفت و به نظر نمی‌آید که به منظور مرگ کامل قربانیان انجام شده باشد، این در حالیست که رویداد رخداده برای ارمنی‌ها با هدف و منظور متفاوتی از یونانی‌ها به انجام رسید. اما از سوی دیگر به عنوان مثال نیل فرگوسن، از اعضای موافق انجمن، از مقایسه سرنوشت قربانیان یونانی با همتایان ارمنی‌شان، ذکر می‌کند که انتخاب واژهٔ «نسل‌کشی» می‌تواند مناسب باشد. برخی دیگر از محققان نسل‌کشی از جمله دومینیک اسچالر و زورگن زیمرر حتی پا را از این فراتر گذاشته و بیان کرده‌اند که «نسل‌کشی خواندن کشتارهای صورت گرفته بر ضد یونانیان کاملاً واضح است.»
با این وجود تا به امروز همایش‌ها و سمینارهای متعددی در بسیاری از دانشگاه‌های غربی در مورد این رویداد برگزار شده‌است که از آن جمله می‌توان به دانشگاه نیومکزیکو، کالج چارلزتون، دانشگاه میشیگان و دانشگاه جدید ولز جنوبی اشاره کرد.

### از دیدگاه سیاسی
پارلمان کشور یونان در مورد سرنوشت یونانیان کشته‌شده در امپراتوری عثمانی دو لایحه را به ترتیب در ۸ مارس ۱۹۹۴ و ۱۳ اکتبر ۱۹۹۸ به تصویب رساند. اولین قانون که در سال ۱۹۹۴ به تصویب رسید تنها کشتار یونانیان منطقهٔ پونتوس آسیای کوچک را «نسل‌کشی» خواند و روز ۱۹ می را به عنوان روز یادبود قربانیان برگزید، در حالی که دومین قانون مصوب در سال ۱۹۹۸ کشتار مردمان یونانی در تمام منطقهٔ آناتولی را «نسل‌کشی» خوانده و نیز روز ۱۴ سپتامبر را برای روز یادبود برگزید.
کشور قبرس نیز امروزه کشتار یونانیان آناتولی را به عنوان «نسل‌کشی» به رسمیت می‌شناسد.
دولت ترکیه نیز در واکنش به قانون مصوب سال ۱۹۹۸ یونان، بیانیه‌ای را صادر کرد مبنی بر این‌که «نسل‌کشی» خواندن این رویدادها «فاقد هرگونه پایه و اساس تاریخی است». همچنین وزیر امور خارجهٔ ترکیه طی بیانیه‌ای اعلام کرد که «ما این مصوبه را به شدت محکوم می‌کنیم». او در ادامهٔ سخنانش اظهار کرد که «پارلمان یونان با این مصوبه، که در حقیقت می‌بایست به جای آن از مردم ترک به خاطر کشتارها و ویرانی‌های بزرگی که کشور یونان در منطقه آناتولی ایجاد کرده بود عذرخواهی کند، نه تنها از سیاست قدیمی یونانیان در تحریف تاریخ حمایت می‌کند، بلکه نشان می‌دهد که ذهن کشورگشای یونانی‌ها هنوز هم زنده‌است». از سوی دیگر قانون مصوب پارلمان یونان با یک سری مخالفت‌های داخلی نیز مواجه گردید، که به دلایلی چون تفسیر اشتباه این مصوبه از فرمان مربوط به رویدادهای کشتار ۱۹۲۲ ازمیر و باور به این‌که این عمل به خاطر انگیزه‌های سیاسی بوده و نه نژادپرستانه، صورت گرفت. آنجلوس الفانتیس تاریخدان یونان معاصر در این مورد تأکید می‌کند که پارلمان یونان «همانند یک احمق» رفتار کرده‌است.
کالین تاتس پروفسور علوم سیاسی دانشگاه ملی استرالیا در کتاب خود با عنوان «تصمیم برای نابودی: تفکری بر نسل‌کشی» استدلال می‌کند که دولت ترکیه سعی دارد تا با انکار نسل‌کشی از به خطر افتادن «رؤیای نود و پنج سالهٔ خود در تبدیل شدن به مظهر دموکراسی در خاور نزدیک» جلوگیری کند. الیزابت برنز کولمن و کوین وایت نیز در کتابشان با عنوان «مذاکره بر سر مقدسات: تجاوز و توهین به مقدسات در جامعهٔ چند فرهنگی» فهرستی از دلایلی را منتشر کردند که بازگوکنندهٔ ناتوانی دولت ترکیه دراعتراف به نسل‌کشی‌های انجام‌گرفته توسط ترکان جوان است.

### از دیدگاه جامعهٔ بین‌الملل
این واقعه در برخی از ایالات کشور آمریکا با عنوان «نسل‌کشی» شناخته می‌شود. تا به امروز ایالات کارولینای جنوبی، نیوجرسی، فلوریدا، ماساچوست، پنسیلوانیا و ایلینوی نسل‌کشی یونانیان آناتولی را به رسمیت شناخته‌اند. علاوه بر این جورج پاتاکی فرماندار ایالت نیویورک، روز ۱۹ می ۲۰۰۲ را به عنوان «روز یادبود نسل‌کشی یونانیان پونتیک» اعلام کرد. با این وجود از آنجایی که ایالات داخلی آمریکا قدرتی درسیاست خارجه کشور ندارند، این بیانیه‌ها به‌طور قانونی در سطح فدرال ایالات متحده به رسمیت شناخته نمی‌شوند.

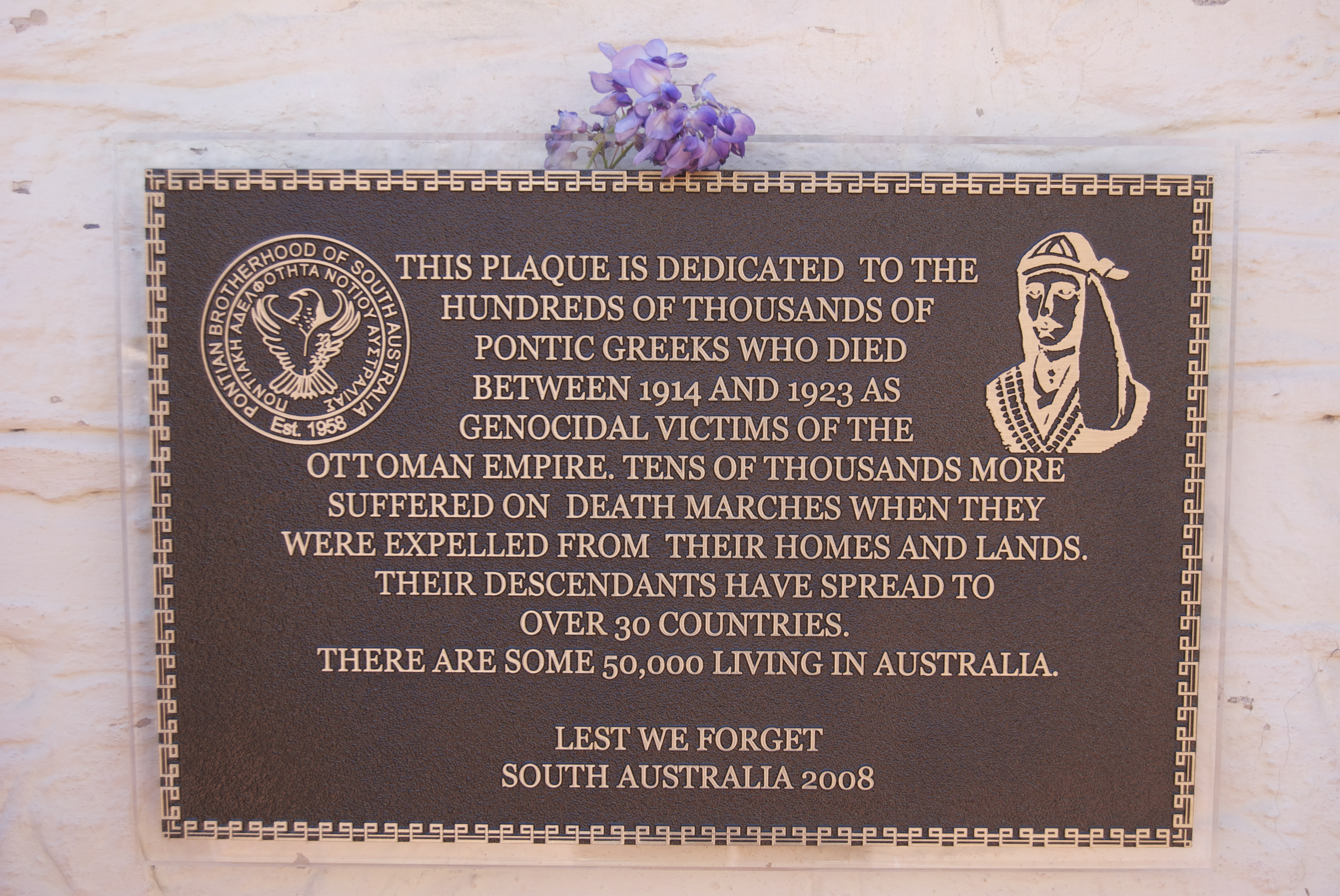
بنای یادبود قربانیان فاجعه نسل‌کشی، جنوب استرالیا.

ارمنستان در اولین گزارش خود به «منشور اروپا برای زبان‌های منطقه‌ای یا در اقلیت» از «شورای اروپا»، فاجعهٔ نسل‌کشی یونانیان، یادبود آن، و مرگ در کل ۶۰۰٫۰۰۰ یونانی در منطقهٔ آناتولی را برشمرد. علاوه بر این در ۱۹ می ۲۰۰۴ مراسم بزرگداشت یونانیان پونتیک قربانی در فاجعه نسل‌کشی یونانیان در ایروان پایتخت ارمنستان و با حضور آنتونیوس ولاویانوس(سفیر یونان در ارمنستان)، شخصیت‌های برجسته، مأموران دولت و باقی مردم عادی ارمنستان برگزار شد.
در استرالیا این موضوع در ۴ می ۲۰۰۶ در پارلمان ویکتوریا توسط وزیر دادگستری استرالیا، جنی میکاکوس، به بحث گذاشته شد. و در نهایت در ۳۰ آوریل ٬۲۰۰۹ مجلس پارلمان جنوب استرالیا قانونی را به تصویب رساند که بر مبنای آن «مرگ ۳٫۵ میلیون نفر مسیحی آشوری، ارمنی و یونانی مستقر در منطقهٔ آناتولی که بعدها جزئی از امپراتوری عثمانی گردید با روش‌هایی چون قتل، تبعید، گرسنگی و کشتار تا سال ۱۹۲۳» با عنوان نسل‌کشی به رسمیت شناخته شد.

## گرامی‌داشت قربانیان نسل‌کشی
بناهای یادبود متعددی به منظور گرامی‌داشت یاد و خاطره قربانیان نسل‌کشی در سرتاسر یونان برپا گردیده‌است. همچنین در برخی کشورهای دیگر از جمله آلمان، کانادا، ایالات متحده، قزاقستان و اخیراً استرالیا نیز تندیس‌ها و بناهایی بدین منظور ایجاد شده‌است.

## برابرهای انگلیسی
1. ↑  Teşkilat-ı Mahsusa
2. ↑  Phocaea
3. ↑  George W. Rendel
4. ↑  Henry Morgenthau
5. ↑  Cosswa Anckarsvärd
6. ↑  Iznik
7. ↑  Arnold Joseph Toynbee
8. ↑  Relief Committee for Greeks of Asia Minor
9. ↑  George W. Rendel
10. ↑  Hans Freiherr von Wangenheim
11. ↑  Richard von Kühlmann
12. ↑  Johannes Lepsius
13. ↑  Stanley Hopkins
14. ↑  The New York Times
15. ↑  Pulitzer Prize
16. ↑  International League for the Rights and Liberation of Peoples
17. ↑  Merrill D. Peterson
18. ↑  George K. Valavanis
19. ↑  Constantine G Hatzidimitriou
20. ↑  Edward Hale Bierstadt
21. ↑  George Nathaniel Curzon
22. ↑  Convention on the Prevention and Punishment of the Crime of Genocide (CPPCG)
23. ↑  International Association of Genocide Scholars (IAGS)
24. ↑  Taner Akcam
25. ↑  Peter Balakian
26. ↑  Stephen Feinstein
27. ↑  Eric Weitz
28. ↑  Robert Melson
29. ↑  Mark Levene
30. ↑  Mark Mazower
31. ↑  Niall Ferguson
32. ↑  Dominik J. Schaller
33. ↑  Jürgen Zimmerer
34. ↑  Angelos Elefantis
35. ↑  Colin Tatz
36. ↑  With Intent to Destroy: Reflections on Genocide
37. ↑  Elizabeth Burns Coleman
38. ↑  Kevin White
39. ↑  Negotiating the Sacred: Blasphemy and Sacrilege in a Multicultural Society
40. ↑  George Pataki
41. ↑  European Charter for Regional or Minority Languages
42. ↑  Antonios Vlavianos
43. ↑  Parliament of Victoria
44. ↑  Jenny Mikakos